# Dickinson Toledo Engineering Works
Die B. E. Dickinson Toledo Engineering Works waren ein britischer Automobilhersteller in Aston Brook (Birmingham). Von 1903 bis 1905 wurde dort ein dreirädriges Leichtfahrzeug hergestellt und unter dem Markennamen Dickinson Morette vertrieben.
Es gab einen Einsitzer und einen Sociable mit zwei Sitzplätzen. Hinten waren zwei Räder angebracht, das einzelne Vorderrad wurde mit einem Lenkstock gesteuert und vom schräg dahinter angebrachten Motor über ein Reibrad und eine Kette angetrieben. Der Motor wurde durch Senken des Lenkstocks mit dem Antrieb verbunden.
Der Einsitzer besaß einen Einzylindermotor mit 1 ½ hp, der Sociable einen Zweizylindermotor mit 2 ½ hp oder 4 hp. Die Motoren konnten vom Fahrersitz aus mit einem Starterzug gestartet werden, der auf dem Schwungrad aufgewickelt war. Alle drei Räder besaßen den gleichen Durchmesser und waren untereinander austauschbar. Der Rahmen bestand aus Stahlrohren und war mit einem Holzboden ausgestattet. Die Morette hatte einen Radstand von 1676 mm und war 1143 mm breit.